# Semel in anno licet insanire
La locuzione latina Semel in anno licet insanire, tradotta letteralmente, significa una volta all'anno è lecito impazzire ("uscire da se stessi").
Il concetto fu espresso, con leggere varianti, da vari autori, tra cui Seneca, Sant'Agostino (Tolerabile est semel anno insanire, De civitate Dei, VI.10) e Orazio. Quest'ultimo la fece propria nella sostanza cambiandone la forma: "Dulce est desipere in loco" (è cosa dolce ammattire a tempo opportuno). L'espressione nella forma "semel in anno licet insanire" divenne proverbiale nel Medioevo.
Questa locuzione è legata ad una sorta di rito collettivo che ricorre in molte culture, soprattutto occidentali. In un ben definito periodo di ogni anno tutti sono autorizzati a non rispettare le convenzioni religiose e sociali, a comportarsi quasi come se fossero altre persone. Questa tradizione è spesso legata alla celebrazione del carnevale, un rito liberatorio che permette ad una comunità di prepararsi in modo gioioso all'adempimento dei propri normali doveri sociali.